# Édouard Karemera
Édouard Karemera (1 de septiembre de 1951 - 31 de agosto de 2020) fue un político ruandés. Fue condenado por genocidio en 2011, tras ser detenido en junio de 1998.

## Historia
Nació en la comuna de Mwendo, prefectura de Kibuye, Ruanda-Urundi. En mayo de 1987, Karemera ocupó el cargo de Ministro de Relaciones Institucionales en el gobierno de Juvénal Habyarimana.
Tras el muerte de Habyarimana, fue Ministro del Interior del gobierno interino de Jean Kambanda hasta mediados de julio de 1994. Durante 1994, también fue primer vicepresidente del Movimiento Republicano Nacional por la Democracia y el Desarrollo.
Karemera huyó de Ruanda después del genocidio. El 5 de junio de 1998, fue arrestado en su domicilio de Lomé, capital de Togo. Su juicio inicial ante el Tribunal Penal Internacional para Ruanda fue suspendido después de que la jueza dimitiera porque había vivido con un fiscal.
Su nuevo juicio comenzó el 19 de septiembre de 2005. Fue acusado junto con el resto de prisioneros y juzgado junto con Matthieu Ngirumpatse, el presidente del Movimiento Republicano Nacional por la Democracia y el Desarrollo, y fue condenado a cadena perpetua el 21 de diciembre de 2011, a sus sesenta y dos años, por su papel en el genocidio. Apeló el veredicto, aunque la condena a cadena perpetua fue confirmada el 29 de septiembre de 2014.

## Fallecimiento
Karemera murió el 31 de agosto de 2020 en la prisión de Sebikotane, a las afueras de Dakar, Senegal.  